# 김성태 (1954년)
김성태(金成泰, 1954년 7월 24일~)는 한국정보화진흥원 원장, 융합산업연합회 회장을 역임한 대한민국의 정치인이다.

## 경력
- 1991년 3월 ~ 2000년 2월: 충남대학교 조교수, 부교수
- 1993년 ~ 2000년: 충청남도 정책자문교수단 정책자문 교수
- 1995년 ~ 1996년: 초고속정보통신기반시범지역사업추진협의회 위원장
- 1995년 ~ 1998년: 한국행정학회 이사
- 1995년 ~ 2003년: 정보통신연구진흥원 전문위원
- 1996년 ~ 1998년: 한국정책학회 정보통신정책분과회 회장
- 1997년 ~ 1999년: 한국정책학회, 한국정책분석평가학회 이사
- 1997년 ~ 2000년: 지역균형발전협의회 위원
- 1997년 ~ 2000년: 충청남도 정보화촉진협의회 위원
- 1998년 ~ 2004년: 국무총리실 정보화추진자문위원회 위원
- 1999년 ~ 2003년: 한국전산원 정보화사업평가위원회위원
- 1999년 3월 ~ 2002년 2월: 한국지역정보화학회 회장
- 2000년 3월: 성균관대학교 행정학과 교수
- 2000년 11월 ~ 2001년 2월: 정부혁신추진위원회 경영혁신 점검.평가단 평가위원
- 2001년 ~ 2002년: 자치정보화지원재단 비상임이사
- 2001년 2월 ~ 2003년 1월: 전자정부특별위원회 위원
- 2002년 ~ 2003년: 경제협력개발기구(OECD) 공공관리위원회(PUMA) 전자정부프로젝트 정부대표
- 2002년 3월 ~ 2008년 6월: 성균관대학교 국제정보정책전자정부연구소 소장
- 2003년: APEC 고위급 전자정부 심포지움 준비단 자문위원
- 2003년: World e-Government Challenge & Award 심사위원회 위원장
- 2003년 ~ 2008년 2월: 중앙인사위원회 심사평가위원회 평가위원
- 2003년 3월: 세계전자정부평가위원회 위원장
- 2003년 3월 ~ 2003년 7월: 행정자치부 합동평가위원회 위원
- 2004년 ~ 2005년: 서울특별시 제1인사위원회 검증위원
- 2005년 ~ 2008년 5월: 국회 과학기술정보통신위원회 정책자문위원
- 2005년 9월 ~ 2008년 6월: 성균관대학교 국정관리대학원, 행정대학원 원장
- 2006년 ~ 2007년: 한국정보문화진흥원 정책자문위원
- 2007년: 국가미래정책포럼 국가미래정책연구원 원장
- 2007년: 서울특별시 정보화기획단 단장, 임용심사위원회 위원장
- 2007년 ~ : 유엔거버넌스센터 자문위원
- 2007년 2월 ~ 2008년 1월: 중앙공무원교육원 겸임교수
- 2007년 ~ 2008년 5월: 국회 미래사회포럼 자문위원
- 2007년 5월: 경기도 인터넷 POS 자문위원회 위원장
- 2007년 6월: 한국학술진흥재단 국제학술교류증진위원회 위원장
- 2007년 6월: International Academy of CIO 한국대표
- 2007년 12월 ~ 2008년 2월: 대통령직 인수위원회 상임자문위원
- 2008년: 국제미래학회 미래정치행정위원회 위원장
- 2008년 6월 ~ 2013년: 한국정보화진흥원 원장
- 2010년 5월: 고위급 브로드밴드위원회 위원
- 2011년 3월: We Start 이사
- 2011년 6월: 나눔국민운동본부 이사
- 2011년 12월: 국가정보화전략위원회 자문단 단장
- 2012년 3월: 2018평창동계올림픽대회 조직위원회 자문위원
- 2012년 4월: 빅데이터 국가전략 포럼 의장
- 2012년 6월: 제18대 대통령선거 투개표관련 보안자문위원회 위원
- 2012년 8월: 스마트엔젤스 대표의장
- 2012년 11월: 중앙지적재조사위원회 위원
- 2012년 12월: 국가초고성능컴퓨팅위원회 위원
- 2012년 12월: 2014 국제전기통신연합 ITU 전권회의 준비위원회 위원
- 2016년 5월 ~ 2017년 2월: 제20대 새누리당 국회의원 (비례대표)
- 2016년 6월: 제20대 국회 전반기 윤리특별위원회 위원
- 2016년 6월 ~ 2017년 7월: 제20대 국회 전반기 미래창조과학방송통신위원회 위원
- 2016년 8월 ~ 2017년 2월: 새누리당 국민공감전략위원장
- 2017년 1월 ~ 2017년 12월: 제20대 국회 헌법개정특별위원회 위원
- 2017년 2월 ~ 2020년 2월 제20대 자유한국당 국회의원 (비례대표)
- 2017년 2월 ~ 2017년 7월: 자유한국당 국민공감전략위원장
- 2017년 6월 ~ 2018년 3월: 자유한국당 서울시당 송파을 당협위원장
- 2017년 7월 ~ 2018년 5월: 제20대 국회 전반기 과학기술정보방송통신위원회 위원
- 2017년 7월: 2017 ITU 텔레콤 월드 자문위원장
- 2017년 8월: 자유한국당 당대표 서울지역특별보좌역
- 2017년 11월 : 자유한국당 중앙위원회 정보과학분과 위원장
- 2017년 12월 ~ 2018년 12월: 자유한국당 정책위원회 부의장
- 2018년 1월 ~ 2018년 6월: 제 20대 국회 헌법개정 및 정책개혁 특별위원회 위원
- 2018년 3월 ~ 2018년 9월: 자유한국당 서울시당 강남(을) 당협위원장
- 2018년 5월 : 자유한국당 국제위원회 부위원장
- 2018년 7월 ~ 2018년 12월: 제20대 국회 후반기 과학기술정보방송통신위원회 위원
- 2018년 8월: 전라북도 명예도민
- 2018년 10월 ~ 2019년 6월 : 제20대 국회 후반기 4차 산업혁명 특별위원회 위원
- 2018년 12월 ~ 2020년 5월 : 제20대 국회 후반기 과학기술정보방송통신위원회 간사
- 2019년 3월 : 자유한국당 디지털정당위원장
- 2019년 5월 ~ : 재경마산향우회 회장
- 2020년 1월 ~ 2020년 2월 : 자유한국당 2020 총선 공약개발단 7정책조정위원회 과방·교육·문체 공약 총괄 공동팀장
- 2020년 2월 ~ 2020년 5월 제20대 미래통합당 국회의원 (비례대표)
- 법무법인(유한) 클라스 고문
- 2020년 6월 ~ 2020년 9월 : 미래통합당 미래산업일자리특별위원회 위원
- 2020년 9월 : 국민의힘 미래산업일자리특별위원회 위원
- 2021년 9월 ~ 2021년 11월 : 국민의힘 윤석열 제20대 대통령 선거 예비후보 조직본부 특보단 노인정책특보
- 2021년 12월 ~ 2022년 1월 : 국민의힘 살리는 선거대책위원회 총괄특보단 IT특보
- 2021년 12월 ~ 2022년 1월 : 국민의힘 살리는 선거대책위원회 직능총괄본부 ICT KOREA 추진단 단장
- 2022년 1월 ~ 2022년 3월 : 국민의힘 제20대 대통령 선거 윤석열 대통령 후보 직속 총괄특보단 IT특보
- 연세대학교 정보대학원 객원교수
- 초고령사회미래연구원장
- 노인지원재단 이사
- 법무법인(유한) 클라스한결 고문

## 논란

### 세비반납 공약 파기 논란
지난 2016년 4월13일 치러진 국회의원 선거에 출마한 김성태 의원등 당시 새누리당 소속 후보자 40명은 국민을 상대로 조건부 세비 반납 약속을 했다.
이들은 갑을개혁, 일자리규제개혁, 청년독립, 4050자유학기제, 마더센터 등 대한민국을 위한 5대 개혁과제를 2017년 5월 31일까지 이행하지 못하면 1년치 세비를 국가에 기부 형태로 반납하겠다고 공언하였으며 .계약서를 작성하고“우리는 ‘대한민국과의 계약’에 서약합니다”라며 “서명일로부터 1년 후인 2017년 5월31일에도 5대 개혁과제가 이행되지 않을 경우, 새누리당 국회의원으로서 1년치 세비를 국가에 기부 형태로 반납할 것임을 엄숙히 서약합니다”라고 썼다. 거기다가 신문에 전면광고를 내고 이 광고를 1년간 보관해달라고 하였다. 이 약속에 이름을 올린 당시 후보는 40명이다. 이들 중 당선자는 27명(강석호, 강효상, 김광림, 김명연, 김무성, 김성태, 김순례, 김정재, 김종석, 박명재, 백승주, 오신환, 원유철, 유의동, 이만희, 이완영, 이우현, 이종명, 이철우, 장석춘, 정유섭, 조훈현, 정준길, 지상욱, 최경환, 최교일, 홍철호)에 달한다.
그러나 국정농단 사태가 벌어지면서 5대과제의 이행은 하나도 되지 않았다. 공약 후 1년이 다되어 세비반납 공약이 논란이 되자 자유한국당 의원들은 이날 보도자료를 통해 "20대 총선에서 당선된 자유한국당 의원은 지난 1년간 5대 개혁과제 법안을 발의함으로써 계약 내용을 이행했다”고 말하였다.
그런데 이중 노동개혁을 위한 고용정책기본법 개정안은 마감 시한인 31일 전날 오전 발의됐되었으며 이들이 앞서 발의한 5개 법안은 이행이 된것이 하나도 없이 모두 해당 상임위에 계류 중인 상태다. 이를 두고 '법안 통과가 되지 않았는데 개혁 과제를 이행했다고 볼 수 있는가', 또 '세비 반납을 피하기 위해 졸속 발의한 것 아닌가' 등의 비판이 일고 있으며 약속했던 세비 반납의 조건이 '과제 이행' 여부였다는 점에서 법안 발의만으로는 약속을 이행했다고 할 수 있는지에 대해서는 논란이 되고 있다.

## 역대 선거 결과
| 실시년도 | 선거   | 대수 | 직책     | 선거구   | 정당     | 득표수       | 득표율          | 순위         | 당락 | 비고 |
| -------- | ------ | ---- | -------- | -------- | -------- | ------------ | --------------- | ------------ | ---- | ---- |
| 2016년   | 총선   | 20대 | 국회의원 | 비례대표 | 새누리당 | 7,960,272 표 | \| \| 33.50% \| | 비례대표 8번 |      | 초선 |
|          | 33.50% |      |          |          |          |              |                 |              |      |      |

## 같이 보기
- 대한민국 제20대 국회의원 선거 새누리당 후보 목록#비례대표